# Heinrich Brixner

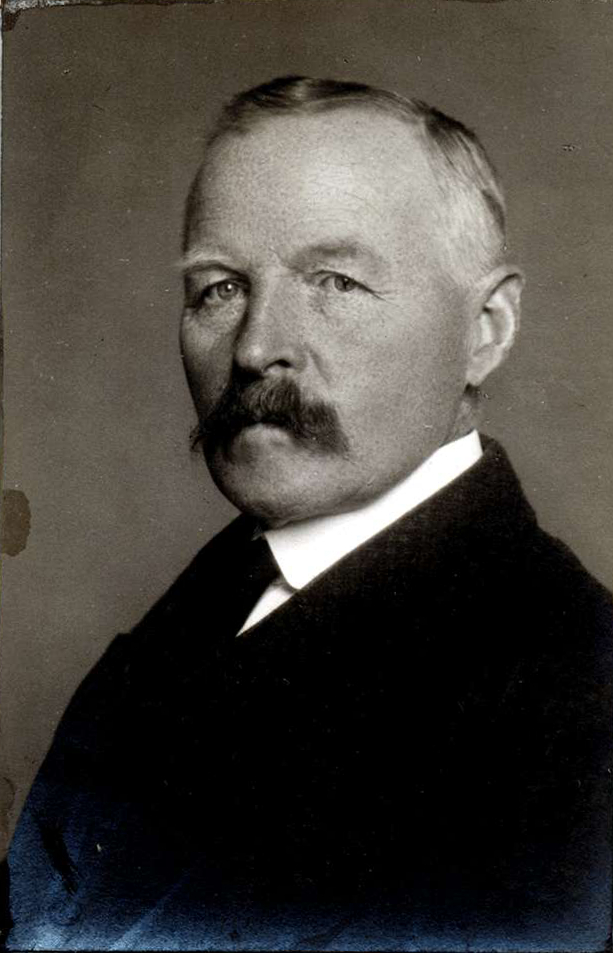
Heinrich Brixner

Heinrich Brixner (* 22. Oktober 1866; † 16. Oktober 1943) war ein deutscher Landwirt und Politiker (DVP).

## Leben
Brixner, der die Wagnermeisterprüfung bestanden hatte, war beruflich als Landwirt in Brühl tätig. Daneben wirkte er als Bezirksvorstand im Badischen Bauernverein. Während der Zeit der Weimarer Republik trat er in die DVP ein. Dem Landtag der Republik Baden gehörte er vom 7. November 1924, als er für den ausgeschiedenen Abgeordneten Hermann Paasche nachrückte, bis 1933 an.